# ジェームス・レンツ

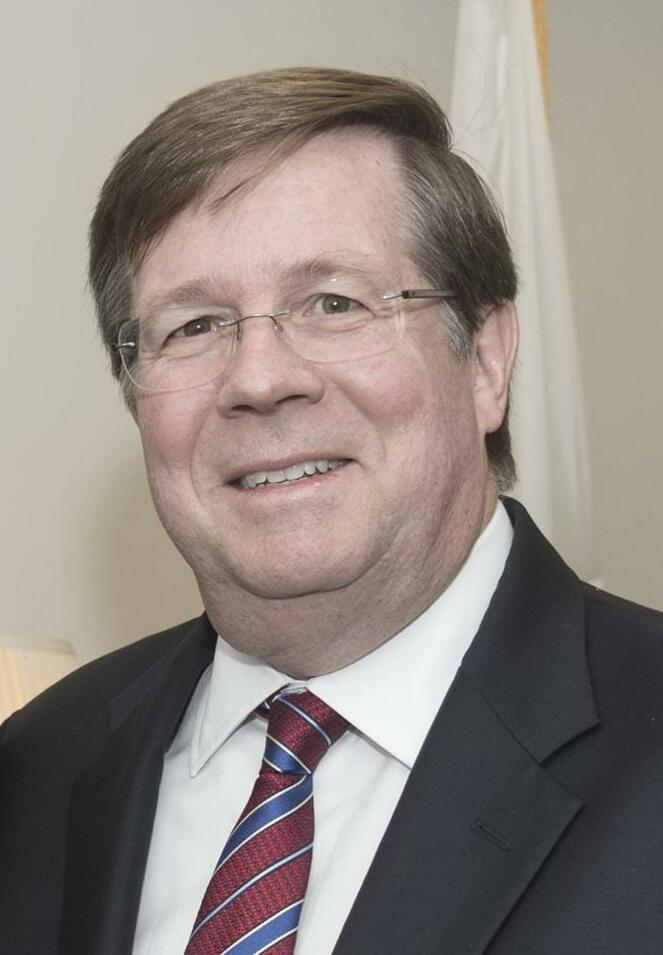
2017年

ジェームス・レンツ（James E. Lentz、1955年10月14日 - ）は、アメリカ人実業家。アメリカ人初の米国トヨタ自動車販売最高経営責任者を経て、北米トヨタ自動車最高経営責任者。

## 人物・経歴
1978年デンバー大学経営大学院卒業、MBA（経営学修士）（ファイナンス）。1982年米国トヨタ自動車販売入社。ポートランド地域販売担当マネージャーとして頭角を現し、2004年には米国トヨタ自動車販売グループ副社長に就任。2006年米国トヨタ自動車販売執行副社長。2006年トヨタモーターノースアメリカ上級副社長。2007年米国トヨタ自動車販売取締役社長。2008年トヨタ自動車常務役員。2009年米国トヨタ自動車販売取締役社長兼COO。2012年にはアメリカ人初となる米国トヨタ自動車販売取締役社長兼CEOに昇格。2013年トヨタ自動車専務役員北米本部本部長、北米地域CEO、トヨタモーターノースアメリカ取締役社長兼COO。2015年トヨタモーター エンジニアリング アンド マニュファクチャリング ノース アメリカ取締役社長兼CEO。2019年トヨタ自動車執行役員北米本部本部長。